# Andy Sipowicz
Andy Sipowicz is een personage gespeeld door Dennis Franz in de televisieserie NYPD Blue. Sipowicz is een detective die werkt in het fictieve 15e district ergens in Manhattan. Hij was de spil in de serie die twaalf seizoenen heeft gelopen.
Acteur Franz had aanvankelijk nog getwijfeld of hij de rol zou aannemen. Het zou de 28e keer worden dat hij een rol als politieman zou spelen en hij wilde eigenlijk een keer iets anders. Uiteindelijk speelde hij mee in alle 12 seizoenen en won hij vier Emmies voor de rol.

## Biografie
Volgens een aflevering in het tweede seizoen uit 1995, zou Sipowics zijn 47e verjaardag vieren op 7 april. Dit zou betekenen dat hij geboren is in 1948. Hij is geboren in New York en zowel zijn vader als moeder zijn van Poolse komaf. Andy's vader had een alcoholprobleem. In een dronken bui raakte hij ooit in gevecht met een zwarte man waarbij hij een oog verloor. Deze gebeurtenis heeft Andy's racistische gevoelens aangewakkerd. Bovendien heeft hij het alcoholmisbruik van zijn vader geërfd.
Voordat hij bij de politie kwam, heeft Sipowicz in het leger gediend en 18 maanden in Vietnam gezeten. Het is niet duidelijk wanneer Andy precies bij de politie is begonnen, maar het moet ergens in het begin van de jaren zeventig zijn geweest. Een van zijn eerste opdrachten was om als linkse activist te infiltreren bij de Black Panthers. Deze gebeurtenis droeg bij aan zijn afkeer van kleurlingen.
In 1978 ontving hij de Detective gold shield.
Halverwege de jaren tachtig is Sipowicz overgeplaatst van Robbery Squad naar het 15e district.
Andy is twaalf jaar getrouwd geweest met Katie Sipowicz (Debra Monk) en kregen in 1973 een zoon Andy jr. (Michael DeLuise). Toen de serie begon, waren zijn ex-vrouw en zoon van hem vervreemd door zijn drankprobleem. Nadat Andy in een hinderlaag werd neergeschoten door maffioso Alphonse Giardella en daarbij bijna het leven liet, besloot hij om te stoppen met drinken. Dit lukte hem door zich te focussen op het werk en de relatie met zijn zoon Andy jr.
Bobby Simone (Jimmy Smits) werd in 1994 zijn partner en beste vriend. In hetzelfde jaar kreeg Sipowicz verkering met Assistant District Attorney Sylvia Costas (Sharon Lawrence) met wie hij 1995 trouwde en na een jaar een zoon Theo (Austin Majors) kreeg. In zijn strijd om een beter mens te worden, worstelde Sipowicz met zijn grootste probleem: racisme. Hierbij had hij veel steun aan zijn zwarte chef Lt. Arthur Fancy (James McDaniel).
In de eerste maanden na de geboorte van Theo leek het leven wat rustiger te worden voor Sipowicz, maar dan wordt zijn zoon Andy jr., die als politieagent werkt in Hackensack, doodgeschoten bij een overval. In 1998 sterft zijn partner Bobby Simone aan een hartinfectie en een jaar later wordt zijn vrouw Sylvia door een gestoorde man doodgeschoten in het gerechtsgebouw. Na Bobby's dood kwam Danny Sorenson als vervanger, maar Sipowicz had moeite met hem omdat hij erg leek op zijn zoon Andy jr.
Ondanks alle ellende kwam Sipowicz er weer bovenop en bleef er naar streven om een beter mens te worden. In 2003 trouwde hij voor de derde keer, met collega-detective Connie McDowell (Charlotte Ross). In 2004 werd hun zoon Matthew geboren. Een jaar later werd hij gepromoveerd tot sergeant en werd hij squad commander in het 15e district.
Sipowicz voerde in de serie vaak de spot met president Bill Clinton. Hij zei: "Je zou hem een rotschop geven als hij in de buurt van mijn dochter kwam". Hij noemde de New Yorkse gouverneur George Pataki "mijn held" vanwege zijn standpunt wat betreft de doodstraf.

## Karakter
Acteur Dennis Franz las in het script van de pilotaflevering dat Sipowicz op het eind werd neergeschoten en vroeg zich af: 'Who is going to care about this guy?' Hij beschouwde het personage als een onsympathieke, vrouwonvriendelijke man, een racist, alcoholist en slechte agent. Franz was weinig enthousiast over dit personage en wist niet wat hij er mee aan moest, maar producent Steven Bochco gaf aan dat Franz een manier zou vinden om het personage meer sympathiek te maken.
Het personage Sipowicz voldeed in het begin van de serie vooral aan het conservatieve beeld van een overheersende man: hij zocht oplossingen dikwijls in geweld, had een hekel aan veranderingen, en keek neer op minderheden en vrouwen. Zijn drankmisbruik en opvliegende karakter maakten het voor hem moeilijk om zichzelf aan te passen aan de veranderende omstandigheden. Desondanks wist Sipowicz zich aan te passen en werd hij milder ten opzichte van de mensen op hem heen. Hij moest leren samenwerken met homoseksuele collega's, kreeg een gekleurde leidinggevende, en had een relatie met een hoger opgeleide vrouw die meer geld verdiende dan hijzelf. Ondanks zijn harde opstelling tegenover minderheden verdedigde hij immigranten. Sipowicz bleef een dominante mannelijke persoonlijkheid, maar wist zichzelf aan te passen en zich een gewaardeerde positie te verwerven binnen het bureau. Sipowicz werd door zijn collega's ook beschouwd als een belangrijke vraagbaak en vertrouwenspersoon bij wie iedereen terecht kon voor advies of het delen van persoonlijke problemen.

## Vervolgserie
In 2018 werd een vervolgserie aangekondigd. In deze serie zou Andy Sipowicz echter niet meer terugkeren: hij blijkt te zijn vermoord. Zijn zoon Theo - die eveneens bij de politie werkt - probeert de toedracht van de moord te achterhalen.
In 2019 kondigde ABC aan dat ze ontevreden waren over de pilotaflevering, waarna de plannen voor de nieuwe serie werden afgeblazen.

## Ontvangst
In 1999 plaatste TV Guide Sipowicz op #23 in hun lijst van beste televisiepersonages.